# Paul Decker

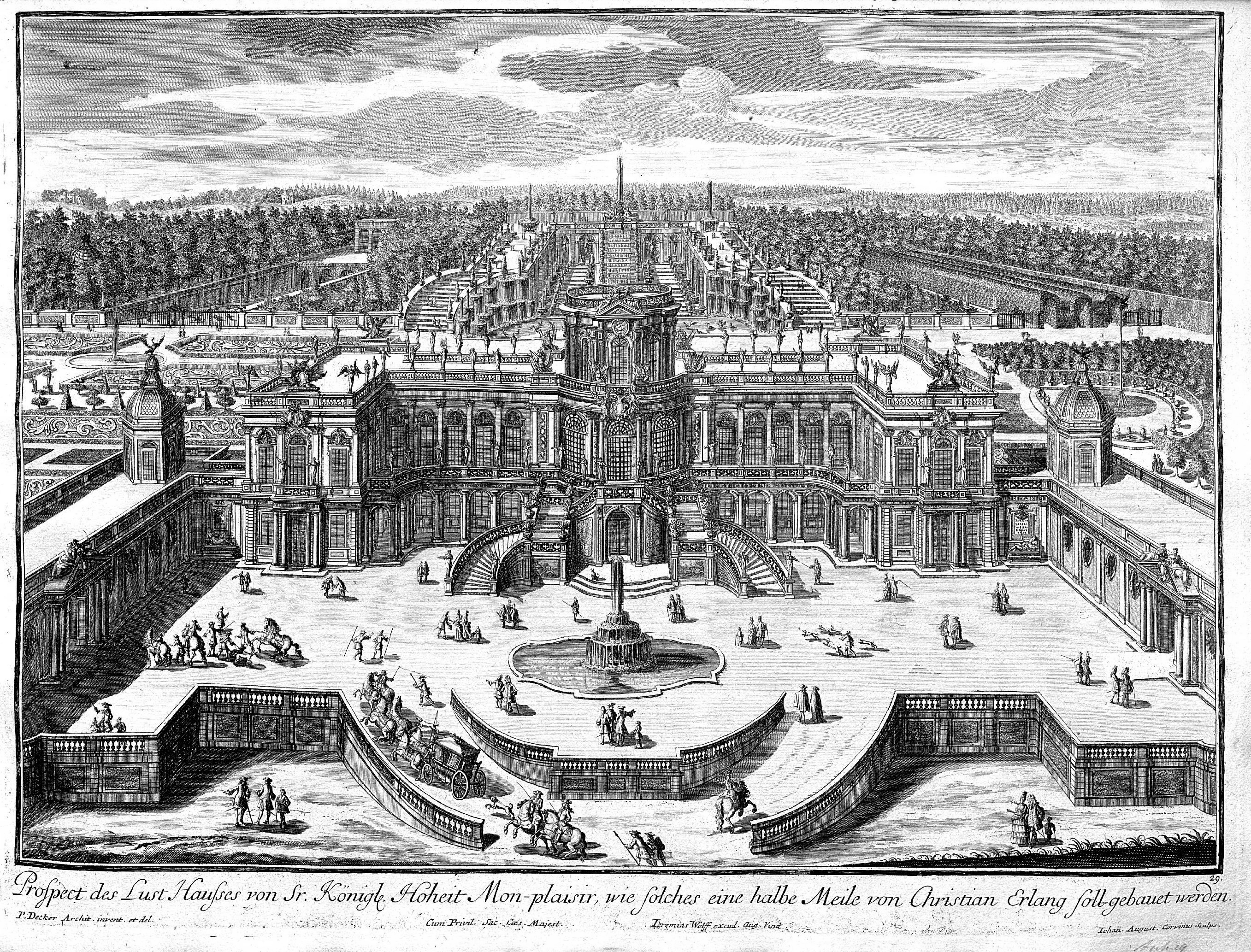
Darstellung eines königlichen „LustHauses“

Paul Decker, auch Paulus Decker, der Ältere (* 27. Dezember 1677 in Nürnberg; † 18. November 1713 in Bayreuth) war Kupferstecher, Baumeister und Erfinder idealer Barock-Architektur.

## Leben
1695 begann Decker an der Nürnberger Akademie für Maler eine Ausbildung als Kupferstecher. Sein Lehrer dort war der Astronom und Kupferstecher Georg Christoph Eimmart. Nach Abschluss der Lehre ging Decker 1699 nach Berlin, wo er als Schüler von Andreas Schlüter und in dessen Umkreis umfassende Fachkenntnisse auf dem Gebiet der Baukunst erwarb. Von 1707 an war er am Hof des Herzogtums von Pfalz-Sulzbach und für den Markgrafen von Brandenburg-Bayreuth unter der Bezeichnung „architectus“ als Baumeister tätig. Er starb im Alter von annähernd 36 Jahren. Von seinen Bauwerken ist nichts überliefert, weder die Gebäude selbst noch zuverlässige Aufzeichnungen.

## Werk
Deckers Lebensleistung ist die großformatige und umfassend angelegte Kupferstichfolge Fürstlicher Baumeister / Oder Architectura Civilis, Wie Grosser Fürsten und Herren Palläste / mit ihren Höfen / Grotten / Orangerien / und anderen dazu gehörigen Gebäuden füglich anzulegen und nach heutiger Art auszuzieren .... Geplant waren fünf Bände, in denen alle Aspekte der nicht-religiösen Baukunst seiner Zeit behandelt werden sollten. Tatsächlich erschienen sind der erste Teil mit 59 Kupferstichen (1711), ein Anhang dazu mit 40 Kupferstichen (1713) sowie ein zweiter Teil mit 32 Kupferstichen (1716), den sein Verleger posthum aus hinterlassenen Zeichnungen zusammengestellt hatte. Die Abbildungen erreichen hohe künstlerische Qualität. Der erste Teil enthält den Gesamtentwurf eines fürstlichen Palastes einschließlich der Grund- und Aufrisse, der Raumausstattungen und der Gestaltung der Gartenanlagen. Im zweiten, unvollständig gebliebenen Teil wird nach demselben Konzept ein königlicher Palast dargestellt. Die 59 Bilder des ersten Teils waren von Decker nicht nur gezeichnet, sondern auch gestochen worden. An den übrigen Bildtafeln waren insgesamt 17 Kupferstecher beteiligt.
Das aufwändige Werk im Querformat 57 × 41,5 cm enthält nahezu keine erklärenden Texte. Die Entwürfe waren auch nie konkret zur Ausführung vorgesehen, sondern lieferten Idealbilder der jeweiligen Motive. Decker bediente hier die Bauleidenschaft deutscher Landesherren, die in der ersten Hälfte des 18. Jahrhunderts weit verbreitet war. In seinen architektonischen Kompositionen verarbeitete er Ideen berühmter früherer und zeitgenössischer Baukünstler wie Claude Perrault (1613–1688) und Francois Blondel (ca. 1618–1688) aus Frankreich, Gian Lorenzo Bernini (1598–1680), Francesco Borromini (1599–1667) und Andrea Pozzo (1642–1709) aus Italien sowie Andreas Schlüter (ca. 1660–1714) und Johann Bernhard Fischer von Erlach (1656–1723) aus Deutschland. Deckers Werk wiederum diente späteren Architekten vielfach als Anregung und Vorlage für eigene Arbeiten.
Decker beschäftigte sich jedoch nicht nur mit Architektur, sondern auch mit dem militärischen Sujet. So ist im Wiener Heeresgeschichtlichen Museum eine Kupferstichserie ausgestellt, welche die Kriegstaten des Prinzen Eugen von Savoyen in Italien, Süddeutschland und in den Spanischen Niederlanden während des Spanischen Erbfolgekrieges zeigt. Decker gab diese Serie gemeinsam mit dem Augsburger Verleger Jeremias Wolff heraus.

## Galerie

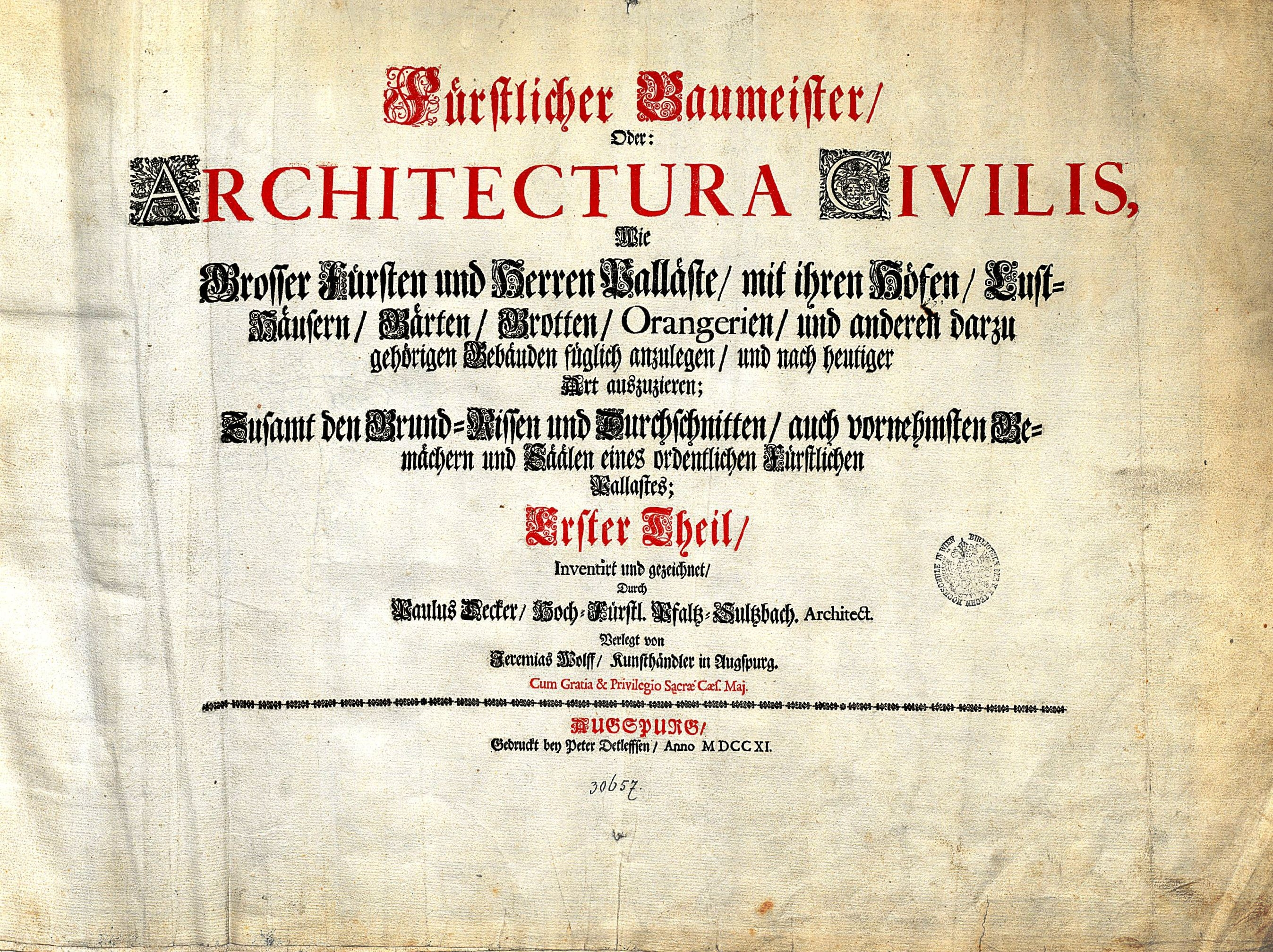
„Fürstlicher Baumeister..“, Titelseite
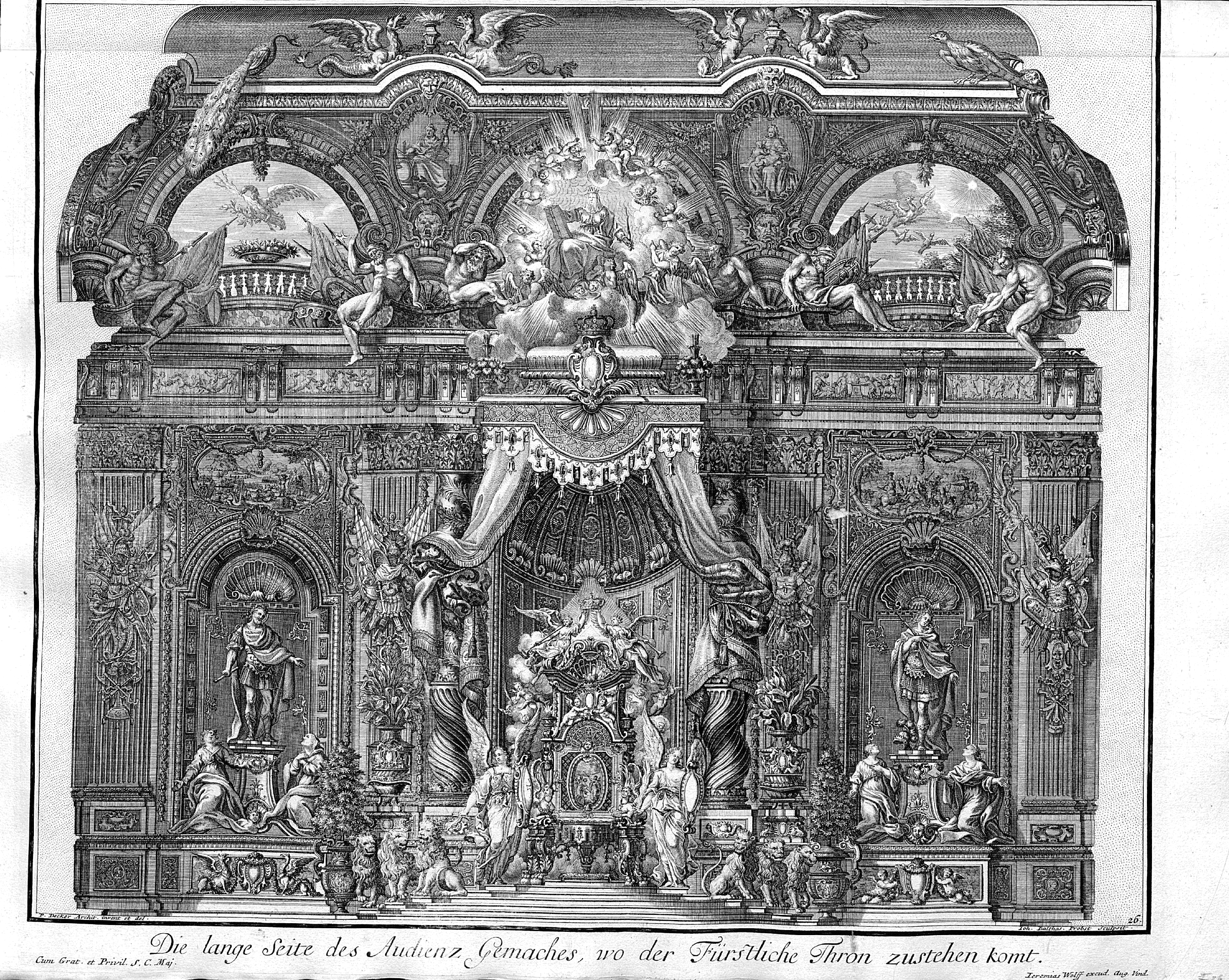
Audienzsaal mit fürstlichem Thron
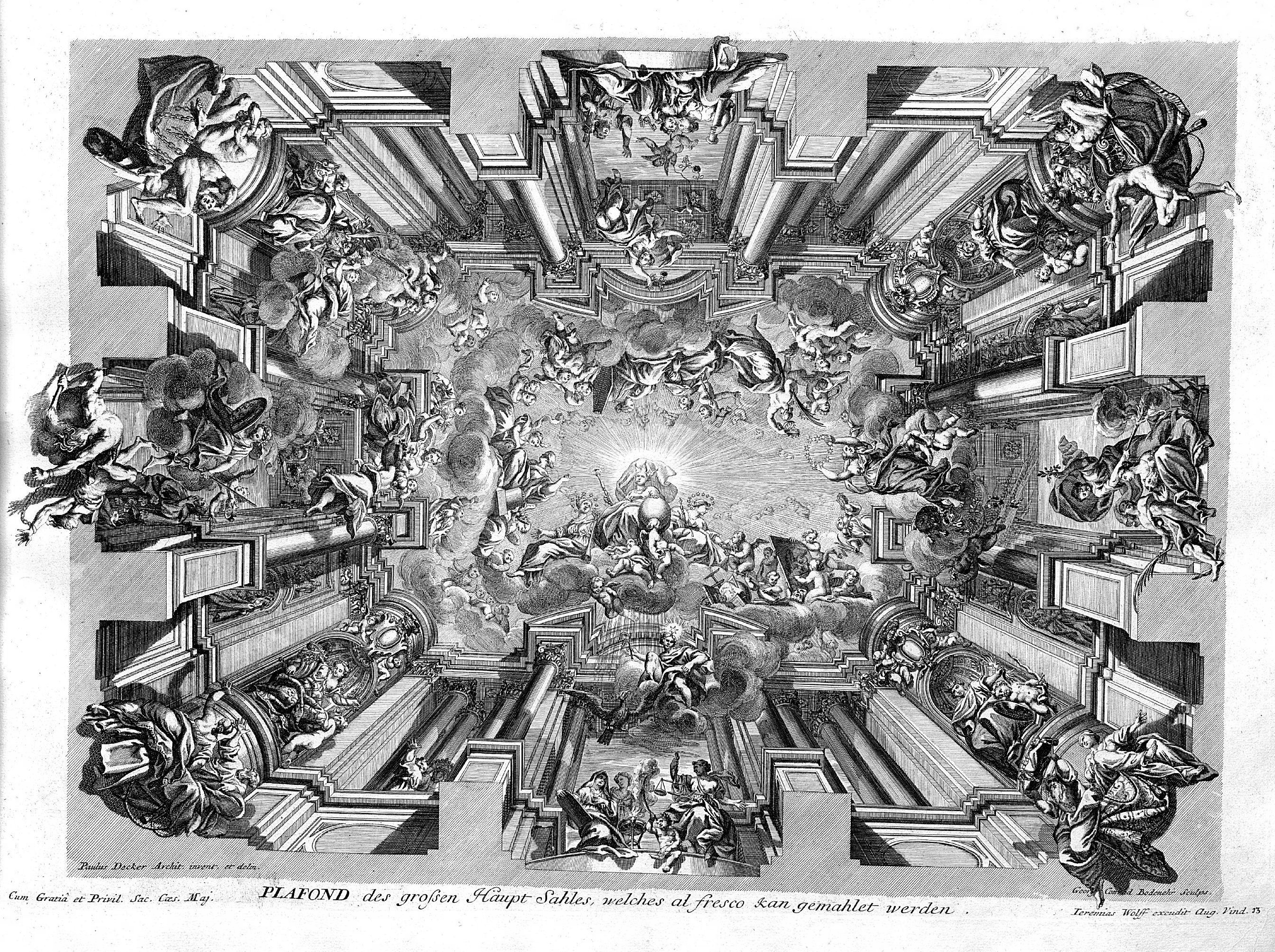
Entwurf eines Deckengemäldes
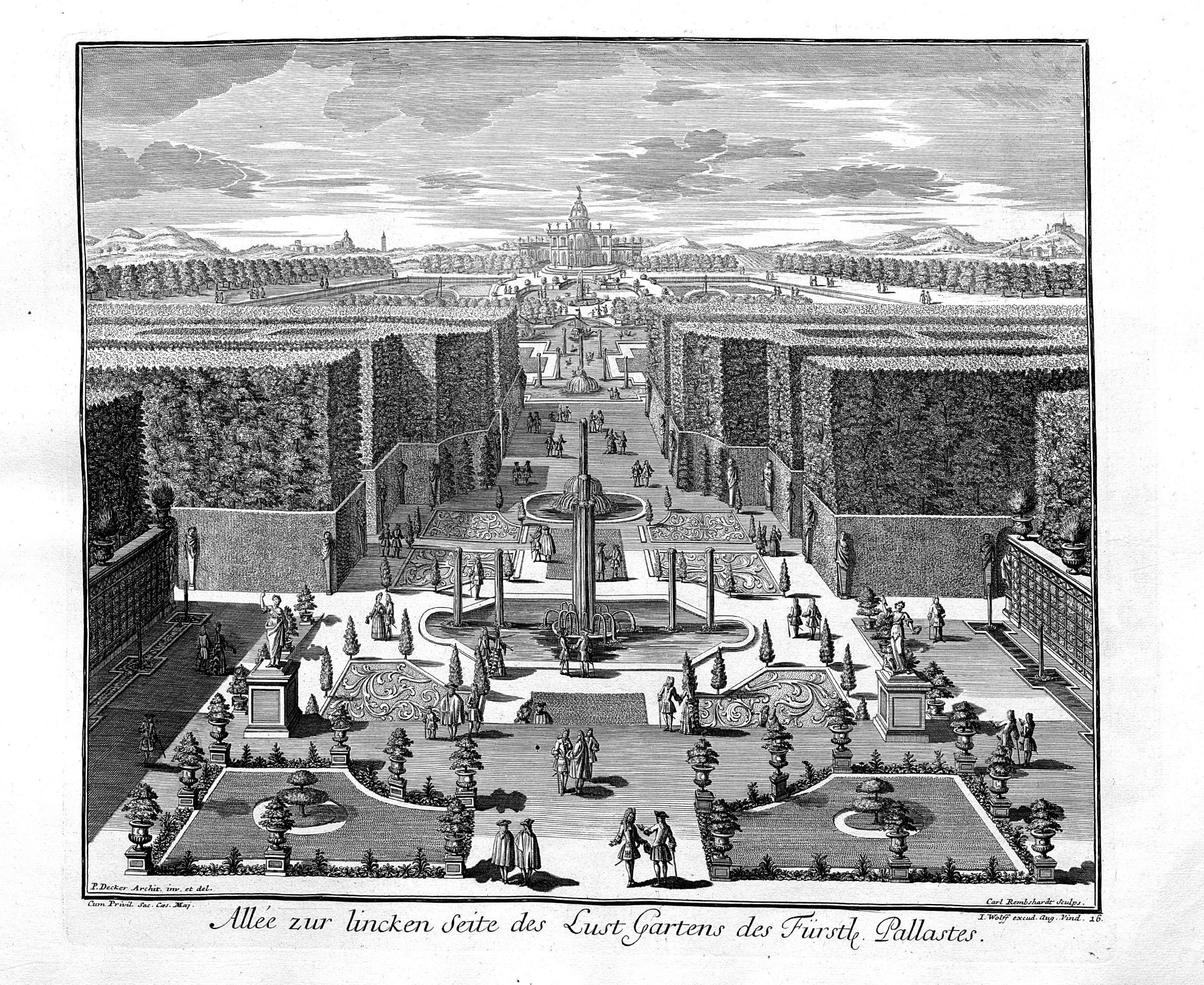
Allee in einem „Lustgarten“